# The Divided Heart

The Divided Heart est un single promotionnel du groupe de folk metal italien Elvenking qui a précédé leur album The Scythe. Le single fut publié le 20 octobre 2007. Un vidéo clip a également été fait pour cette chanson qui est ainsi devenue une des plus connues médiatiquement du groupe.

## Liste des chansons
- The Divided Heart (version promotionnelle) 4:49

## Musiciens
- Damna – chant
- Aydan – guitare
- Gorlan – basse
- Elyghen – violon, claviers
- Zender – batterie